# Harald Geppert
Harald Aloysius August Maria Geppert (Breslavia, 22 marzo 1902 – Berlino, 4 maggio 1945) è stato un matematico tedesco.

## Biografia
Di padre tedesco (August, insegnante e preside di scuola media) e madre italiana (Ernesta Belardi), Geppert si è laureato all'Università di Breslavia con Adolf Kneser. Nel 1928 ha vinto una borsa di studio per l'Università di Roma, messa in palio dalla Fondazione Rockefeller. Dal 1930 è stato docente di matematica all'Università di Giessen. Si è occupato di geometria e, nell'ambito della fisica matematica, di equazioni differenziali.
Intellettuale organico al nazismo, tanto da aver pubblicato - insieme a Siegfried Koller - il volume Ereditarietà matematica (ed. or. Erbmathematik), uscito nel 1938, dall'anno seguente è stato chiamato a Berlino, da Ludwig Bieberbach, alla direzione del periodico scientifico Jahrbuch über die Fortschritte der Mathematik (in italiano Annuario sullo stato di avanzamento della matematica). Geppert si è suicidato alla fine della seconda guerra mondiale.
Sua sorella, Maria Pia (1907-1997), è stata una statistica.

## Opere principali
- (a cura di), Carl Friedrich Gauss, Bestimmung der Anziehung eines elliptischen Ringes; Nachlass zur Theorie des arithmetisch-geometrischen Mittels und der Modulfunktion, Akademische Verlagsgesellschaft, Leipzig 1927.
- Sugli invarianti adiabatici di un generico sistema differenziale, note 1, 2 e 3, in «Rend. della R. Accademia Nazionale dei Lincei», s. VI, 1928, vol. 8, rispettivamente fascc. 1-2 (pp. 31–34), 4-5 (pp. 192–198), 7-8 (pp. 295–299).
- Sulle onde progressive di tipo permanente nelle vasche circolari, in «Rend. della R. Accademia Nazionale dei Lincei», s. VI, 1928, vol. 8, fasc. 12, pp. 989–994
- Sulle costruzioni geometriche che si eseguiscono colla riga ed un compasso ad apertura fissa, estratto, Zanichelli, Bologna 1929.
- Georg Mohr e la geometria del compasso, estratto, Zanichelli, Bologna 1929.
- (con S. Koller), Erbmathematik. Theorie der Vererbung in Bevolkerung und Sippe, Quelle & Meyer, Leipzig 1938